# I nostri figli
I nostri figli è un film muto italiano del 1914 diretto da Ugo Falena, tratto dalla commedia Il gioco dell'amore e del caso (1730) di Marivaux.